# Zu cristatus
Zu cristatus is een straalvinnige vissensoort uit de familie van spaanvissen (Trachipteridae). De wetenschappelijke naam van de soort is voor het eerst geldig gepubliceerd in 1819 door Bonelli.